# Protologie
Protologie betekent letterlijk "de leer van de eerste dingen" en wordt voornamelijk gebruikt wanneer men in een religieuze context spreekt over het ontstaan van de wereld.
In godsdiensten die het ontstaan van de wereld als schepping verstaan wordt (zoals in het christendom) met protologie de "scheppingsleer" bedoeld. 
De tegenhanger van de protologie is de eschatologie, "de leer van de laatste dingen".